# Brasch Bence
Brasch Bence (Mosonmagyaróvár, 1991. május 4. –) magyar színművész, énekes, a Csillag Születik második szériájának versenyzője.

## Élete
Szülei hároméves korában elváltak. Édesanyja nevelte őt és nővérét, Esztert. Brasch Gabriella a féltestvére. Bence Mosonmagyaróváron járt a Móra Ferenc Általános Iskolába és a Kossuth Lajos Gimnáziumba, ötéves angol képzésre.
Az iskolai színjátszó csoporttal rendszeresen adtak elő musicaleket, amikkel országos versenyekre is bejutottak. 2009-ben jelentkezett az RTL Klub tehetségkutató műsorába, a Csillag Születikbe. Azóta már egy kislemez, egy zenei díj és három listavezető dal és videóklip van a háta mögött. 2010 júniusában felvételizett a Budapesti Operettszínház musical szakára. 2011-ben a Rómeó és Júlia musical változatában ő játszotta Mercutiót.
Hosszú távon színészkedéssel szeretne foglalkozni, de az éneklés is érdekli. 2010. június 5-én elnyerte az egyik legnevesebb hazai ifjúsági magazin "Év felfedezettje" díját.
2010 júniusában felvételizett a Budapesti Operettszínház musical szakára. 2014-ben felvették A Budapesti Színház és Filmművészeti Egyetem zenés-színész szakára.
2019-2020 között a Budaörsi Latinovits Színház tagja volt. 2020-2025 között a Vígszínház színésze volt. 2025-től az Erkel Színház színésze.

### Magánélete
Menyasszonya 2022-2023 között Márkus Luca színésznő volt. 2024-ben vette feleségül Gál Réka Ágota színésznőt. Apósa és anyósa Gál Tamás és Kiss Szilvia színművészek.

## Előadói karrierje

### A Csillag születikben
2009-ben jelentkezett a RTL Klub tehetségkutató műsorának, a Csillag születiknek a második szériájába. A 3. középdöntőben kiesett, de a műsorok alatt nagy rajongótáborra tett szert.
A  Csillag Születik harmadik szériájának második középdöntőjében ő volt a sztárfellépő.

#### A műsorban elhangzott dalok
- Válogató – Most élsz (Máté Péter)
- Top30 – When You Say Nothing At All (Ronan Keating)
- Top12 – Nánénáné (Back II Black) közös produkció
- Top12 – Nem jön álom a szememre (TNT)
- Top10 – A zene az kell (Valahol Európában musical)
- Top8 – Játszom (Hooligans)
- Döntő – Esik a hó (közös produkció)
- Döntő – A szürke patás (duett Végváry Eszterrel) (Zsédenyi Adrienn)
- Döntő – We Are the World (közös produkció)
- Csillag születik 3 második középdöntő: Fogadj el így (duett MC DC-vel)

### A Csillag születik után
A Csillag Születik! 2. döntőjében Bence lemezszerződést kapott a Gold Recordtól és a tehetségkutató után a pártfogása alá vette Vermes Orsolya, aki többek között SP menedzsere is.
- 2010. március 25-én jelent meg az első kislemeze, a Szükségem van rád. A kislemezt a Story magazin mellékleteként lehetett kapni. A kislemezen egy saját dal, A szívem nem hátrál és négy feldolgozás dal, a Szükségem van rád, a Vele minden jó, a Páratlan páros és a 67-es út szerepelt.
- 2010. április 20-án debütált első videóklipje, ami A szívem nem hátrál című dalához készült. A klip története szerint Bence szerelmes egy lányba (Illés Kinga) és mindenhová követi. A klip végén azonban kiderül, hogy a lány csak Bence képzeletében létezik.

Zene: SzabóZé
Dalszöveg: Molnár Tamás (Anti Fitness Club)
Női főszereplő: Illés Kinga
Rendező/operatőr: Éder Krisztián "SP"
Gyártásvezető: Puskás Peti
Styling: Lang Szonja
Smink: Dominique
Haj: Vladi
Kiadó: Gold Record
- 2010. június 5-én megkapta első zenei díját, a Bravo Ottót. Olyan előadók mellett jelölték, mint a BNF, a Stereo 2.0,az Interyou és a Compact Disco.
- 2010. november 5-én debütált második videóklipje, ami a Fogadj el így című dalához készült. A klip története szerint Bence megismerkedik egy lánnyal (Trokán Nóra) és beleszeret, de a klip végén szakítanak.

Zene/szöveg: Éder Krisztián "SP"
Hangszerelés: Szakos Krisztián
Női főszereplő: Trokán Nóra
Vágás/utómunka: Éder Krisztián "SP"
Gaffer: Halmágyi Zoltán
Styling: Sinkovics Judit
Haj: Nyoszoli Kinga
Smink: Kovalik Natasa
Kiadó: Gold Record
- 2011. július 25-én debütált harmadik videóklipje, ami a Játék című dalához készült. A klip története szerint Bence szerelmes egy lányba (Katona Gitta), de a lány csak játszik az érzéseivel. Majd a klip végén Bence szakít a lánnyal. A dalban közreműködik Symbien is.

Zene/hangszerelés: Symbien
Szöveg: Symbien/Brasch Bence
Női főszereplő: Katona Gitta
Keverés/master: Gyulai Zsolt
Rendező/operatőr: Halmágyi Zoltán
Vágás/utómunka: Halmágyi Zoltán
Gaffer: Halmágyi Zoltán
Styling: Blanka D. Horváth
Haj: Molnár Attila
Smink: Kovalik Natasa
Gyártásvezető: Már András
Kiadó: Gold Record
- 2011. december 6-án debütált az Álmodoztunk című dala. Ez egy karácsonyi dal. Bence ezzel a dallal szeretett volna kedveskedni a rajongóinak karácsonyra. A dalból nem terveznek videóklipet készíteni.

Zene/szöveg: Éder Krisztián "SP"
Hangszerelés: Molnár Gábor
Kiadó: Gold Record

#### Albumok

##### Kislemezek
- 2010–Szükségem van rád

1. A szívem nem hátrál
2. Szükségem van rád (eredeti előadó VIP)
3. Vele minden jó (eredeti előadó V-Tech)
4. Páratlan páros (eredeti előadó AD Studio)
5. 67-es út (eredeti előadó Republic)

#### Videóklipek
- 2010-A szívem nem hátrál
- 2010-Fogadj el így
- 2011-Játék
- 2012-Túl egyszerű

##### Közreműködés
- 2010: John the valiant feat.Lola-Another day

#### Slágerlistás dalok
| Év                  | Dal                 | Legmagasabb helyezés | Legmagasabb helyezés | Legmagasabb helyezés   | Legmagasabb helyezés | Legmagasabb helyezés | Legmagasabb helyezés | Legmagasabb helyezés | Album             |  |
| Év                  | Dal                 | VIVA Chart           | Class 40             | MAHASZ Edictors Top 40 | MAHASZ Rádiós Top 40 | MAHASZ Dance Top 40  | MAHASZ Single Top 10 | EURO 200             | Album             |  |
| ------------------- | ------------------- | -------------------- | -------------------- | ---------------------- | -------------------- | -------------------- | -------------------- | -------------------- | ----------------- |  |
| 2010                | A szívem nem hátrál | 1                    | 20                   |                        |                      |                      |                      |                      | Szükségem van rád |  |
| 2010                | Fogadj el így       | 1                    | 15                   |                        | 24                   |                      |                      |                      |                   |  |
| 2011                | Játék               | 1                    | 5                    |                        |                      |                      |                      |                      |                   |  |
| 2012                | Túl egyszerű        | 12                   |                      |                        |                      |                      |                      |                      |                   |  |
|                     |                     | Összesítés           |                      |                        |                      |                      |                      |                      |                   |  |
| 1. helyezett számok | 1. helyezett számok | 3                    |                      |                        |                      |                      |                      |                      |                   |  |
| Top 10-be bekerült  | Top 10-be bekerült  | 3                    | 1                    |                        |                      |                      |                      |                      |                   |  |
| Top 40-be bekerült  | Top 40-be bekerült  | 4                    | 3                    |                        | 1                    |                      |                      |                      |                   |  |

#### Díjak
- 2010: Bravo Otto-Az év felfedezettje
- 2011: Bravo Otto-Az év férfi előadója (jelölés)

#### Közreműködések
- 2011: Children of Distance feat. Brasch Bence – Mi lenne, ha

## Színészi karrierje
2010 júniusában felvételizett a Budapesti Operettszínház musical szakára. 2011-ben a Rómeó és Júlia musical változatában ő játssza Mercutiót. A Budapesti Színház és Filmművészeti Egyetem zenés-színész szak elvégzése után 2019-től a Budaörsi Latinovits Színház tagja.

### Szerepei
- a Főnökasszony titkára – Amerikai komédia (Budapesti Operettszínház, 2010)
- Áts Feri – Pál utcai fiúk (Vígszínház, 2020)
- Tudósító – A diktátor (Vígszínház)
- Mercutio – Rómeó és Júlia (Budapesti Operettszínház, 2011)
- Metró szellem – Ghost (Budapesti Operettszínház, 2013)
- Cowboy – Parasztopera (Budapesti Operettszínház, 2013)
- Benjamin Pershing – Amerikai komédia (Budapesti Operettszínház, 2014)
- Bognár – A rodológia rövid története (Színház- és Filmművészeti Egyetem, 2017)
- Nyikita – A sötétség hatalma (Budaörsi Latinovits Színház, 2017)
- Geréb – A Pál utcai fiúk (Vörösmarty Színház, Székesfehérvár, 2017)
- White – Egerek és emberek (Budaörsi Latinovits Színház, 2018)
- Billy Flynn – Chicago (Átrium/Kultúrbrigád, 2018)
- Kalil – Az arab éjszaka (Budaörsi Latinovits Színház, 2018)
- Rudi – Maya (Budapesti Operettszínház, 2018)
- Esküdt – 12 dühös ember (Átrium/Kultúrbrigád, 2018)
- Aigiszthosz király – Elektra (Budaörsi Latinovits Színház, 2019)
- Macheath – Koldusopera (Budaörsi Latinovits Színház, 2019)

## Filmek
- Tóth János (2018)
- Nyitva (2018)
- Cseppben az élet (2019)
- Jófiúk (2019)
- Egyszer volt Budán Bödör Gáspár (2020)
- Gólkirályság (2023-)
- Valami Amerika (2023)
- Hogyan tudnék élni nélküled? (2024)